# Vieux grès rouges
Les vieux grès rouges (VGR, Old Red Sandstone) forment une unité lithostratigraphique du Royaume-Uni ayant le statut de supergroupe. Elle date principalement du Dévonien. Elle est nommée ainsi pour la distinguer de la formation géologique plus récente des nouveaux grès rouges.

## Sédimentologie

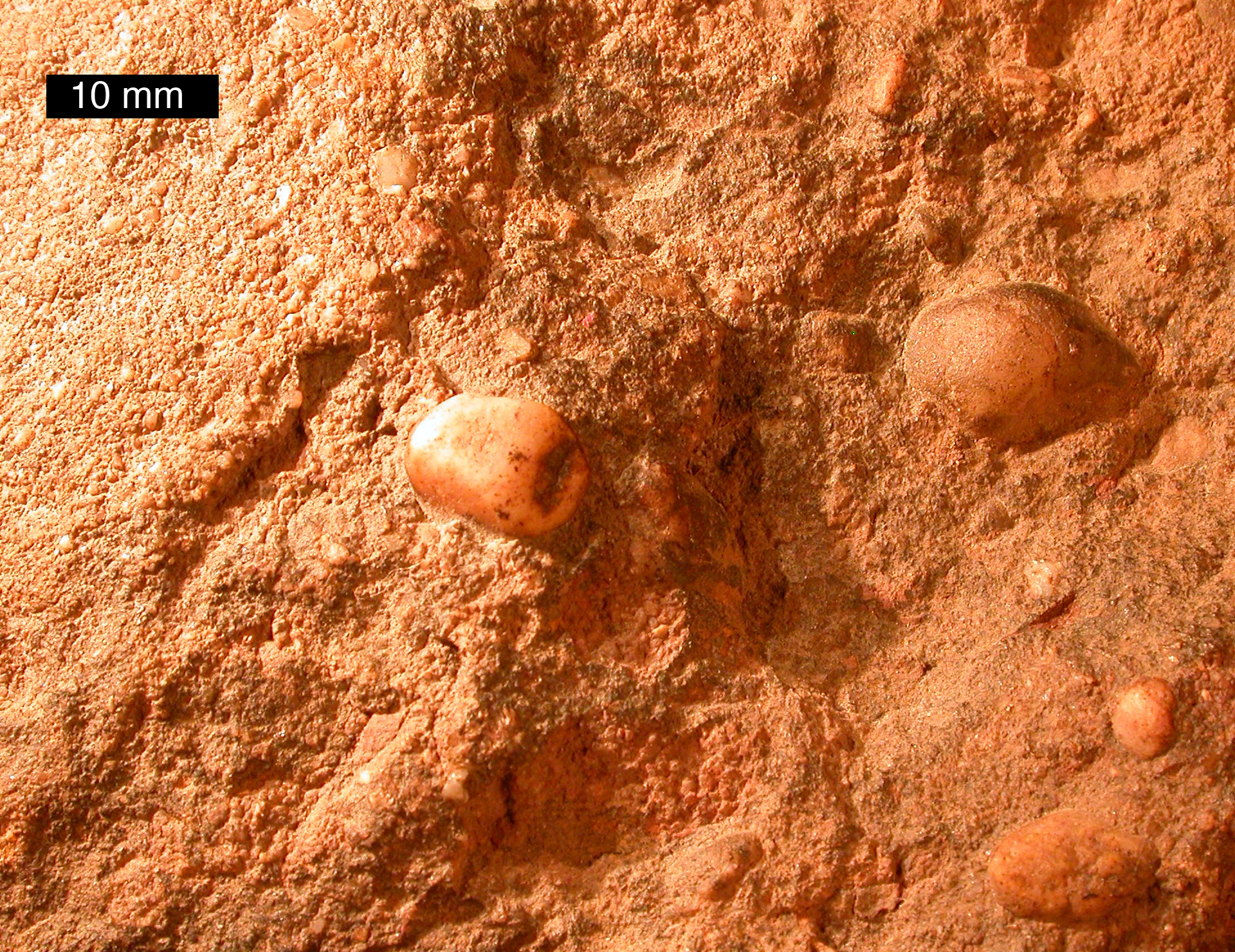
Lit de vieux grès rouges du centre de l'Angleterre composé de quartz et de galets de chaille.

Les vieux grès rouges se sont formés avec le dépôt de sédiments principalement lors du Dévonien ; ils débutent vers la fin du Silurien et se terminent au début du Carbonifère. 
La couleur rouge des roches d'une partie de la formation origine de la présence d'oxyde de fer. On y retrouve également des conglomérats, mudstones, siltstones et calcaires, ce qui colore la roche du gris-vert au rouge-pourpre. Ces dépôts sont étroitement liés à l'érosion de la chaîne calédonienne, dont la collision avec les anciens continents d'Avalonia, Baltica et Laurentia a formé le continent des vieux grès rouges.
La formation renferme de nombreux fossiles, dont ceux de poissons, arthropodes et plantes.

## Histoire
En 1787, James Hutton soulève l'existence de ce qui sera connu plus tard comme la Hutton's Unconformity (en) à Inchbonny, Jedburgh. L'année suivante, il se rend sur les côtes du Berwickshire avec John Playfair et trouve de nouveaux exemples de la séquence dans les vallées de la tour (valleys of the Tower) et les Pease Burns près de Cockburnspath. Par la suite, ils partent en bateau de Dunglass Burn vers l'Est, le long de la côte, avec le géologue Sir James Hall de Dunglass. À Siccar Point, ils trouvent ce que Hutton décrit comme « une magnifique image de la jonction mise à nu par la mer, », où les vieux grès rouges d'environ 345 millions d'années recouvrent des grauwackes siluriens datant d'environ 425 millions d'années,.
Au début du XIXe siècle, la paléontologie de la formation est étudiée attentivement par Hugh Miller, Henry Thomas De la Beche, Roderick Murchison et Adam Sedgwick, qui date l'unité du Dévonien.
Le terme « vieux grès rouges » est utilisé la première fois en 1821 par le naturaliste écossais Robert Jameson.
Bien qu'associé aux vieux grès rouges dans le passé et d'âge et de processus de formation similaires, le Catskill Delta (en) américain est désormais considéré comme étant une unité indépendante.

## Matériau de construction

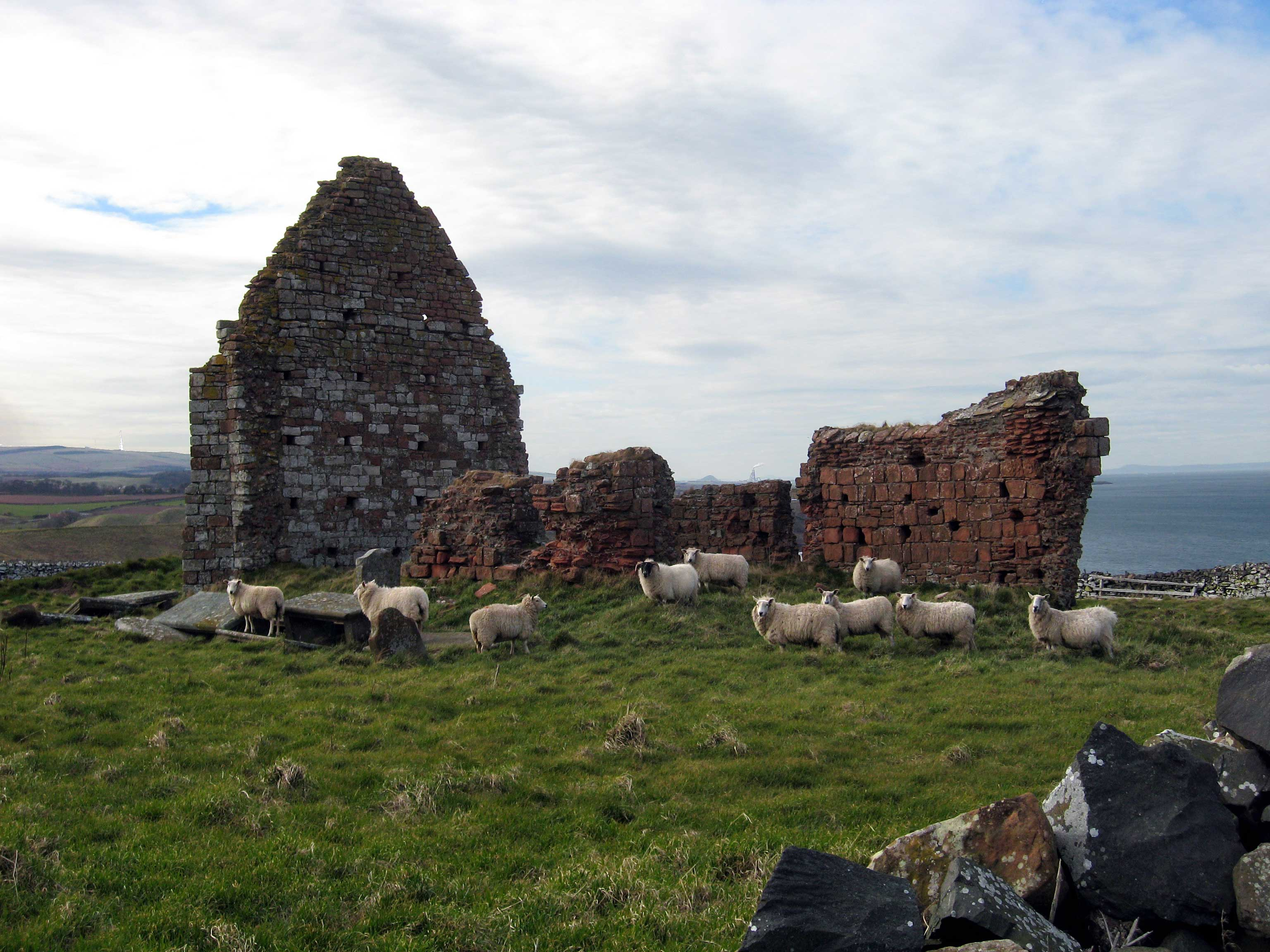
Les murs de la chapelle St. Helen de Siccar Point sont faits en vieux grès rouges, avec du grauwacke utilisé sur la face intérieure.

Les vieux grès rouges ont été largement utilisés aux endroits où ils affleurent. Plusieurs exemples notables se trouvent dans les environs de Stirling, Stonehaven, Perth et Tayside. Les habitants de Caithness ont également. On les retrouve aussi dans des bâtiments d'Herefordshire, Monmouthshire et à Powys-sud.